# Novomîhailivka, Orihiv
Novomîhailivka (în ucraineană Новомихайлівка) este un sat în comuna Șceaslîve din raionul Orihiv, regiunea Zaporijjea, Ucraina.

## Demografie
Componența lingvistică a localității Novomîhailivka
     Ucraineană (60%)
     Rusă (40%)
Conform recensământului din 2001, majoritatea populației localității Novomîhailivka era vorbitoare de ucraineană (60%), existând în minoritate și vorbitori de rusă (40%).